# Estigma menstrual

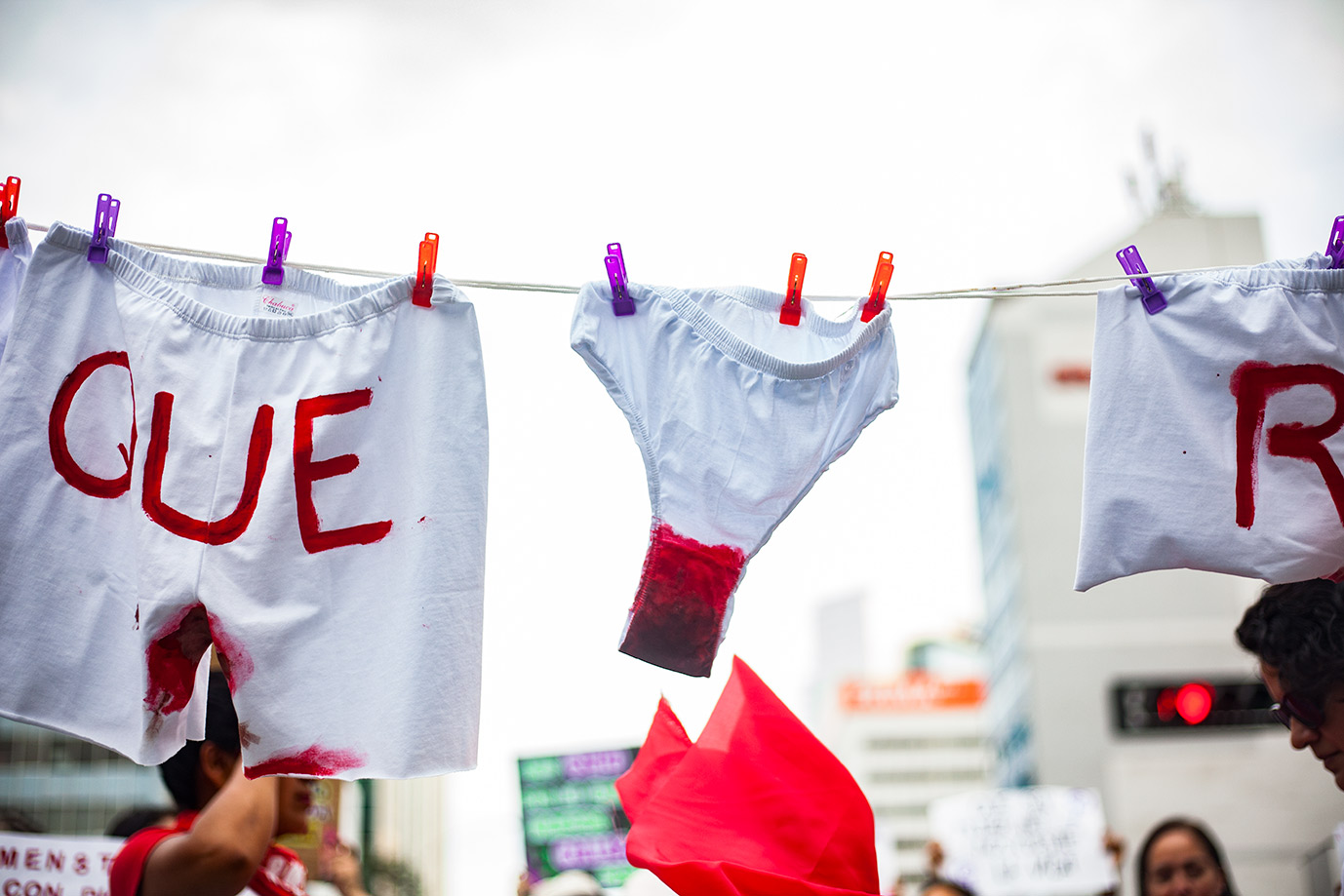
Protesta contra el estigma menstrual

El estigma menstrual es el conjunto de actitudes y creencias que genera una reacción de rechazó e incomodidad hacia la menstruación que generan un tabú. El origen del estigma no es claro, sin embargo, se encuentra plasmado en los mitos y creencias de cada cultura, teniendo en común la relación de la menstruación con la impureza y suciedad. Como resultado, las personas menstruantes viven esta etapa biológica con una sensación de incomodidad, secretismo y suciedad. Esto debido a la falta de información, educación sexual y reproductiva al respecto.

## Historia
El estigma menstrual se origina en un marco más amplio de prohibiciones culturales, donde la menstruación ha sido objeto de diversas interpretaciones y restricciones a lo largo de la historia. El término "tabú", procedente de las lenguas polinesias, se aplicó a la menstruación como parte de un sistema de creencias que establecía prohibiciones sobre determinados elementos considerados potencialmente peligrosos o impuros.
En el contexto histórico-religioso, textos antiguos como el Levítico establecieron normativas específicas que categorizaban la menstruación y a las mujeres menstruantes como impuras, instituyendo así bases doctrinales para restricciones posteriores. Estas concepciones religiosas influyeron en el desarrollo de prácticas culturales que limitaban la participación de las mujeres en diversos aspectos de la vida social y religiosa.
Durante el siglo XIX, la perspectiva médica occidental reforzó el estigma menstrual mediante teorías pseudocientíficas. Un ejemplo notable fue la hipótesis de las "menotoxinas" en la década de 1930, que postulaba la existencia de sustancias tóxicas en los cuerpos de las mujeres menstruantes. Los médicos de esa época llegaron a cuestionar la capacidad de raciocinio de las mujeres durante sus períodos menstruales, estableciendo bases para exclusiones posteriores en roles de liderazgo y participación social.

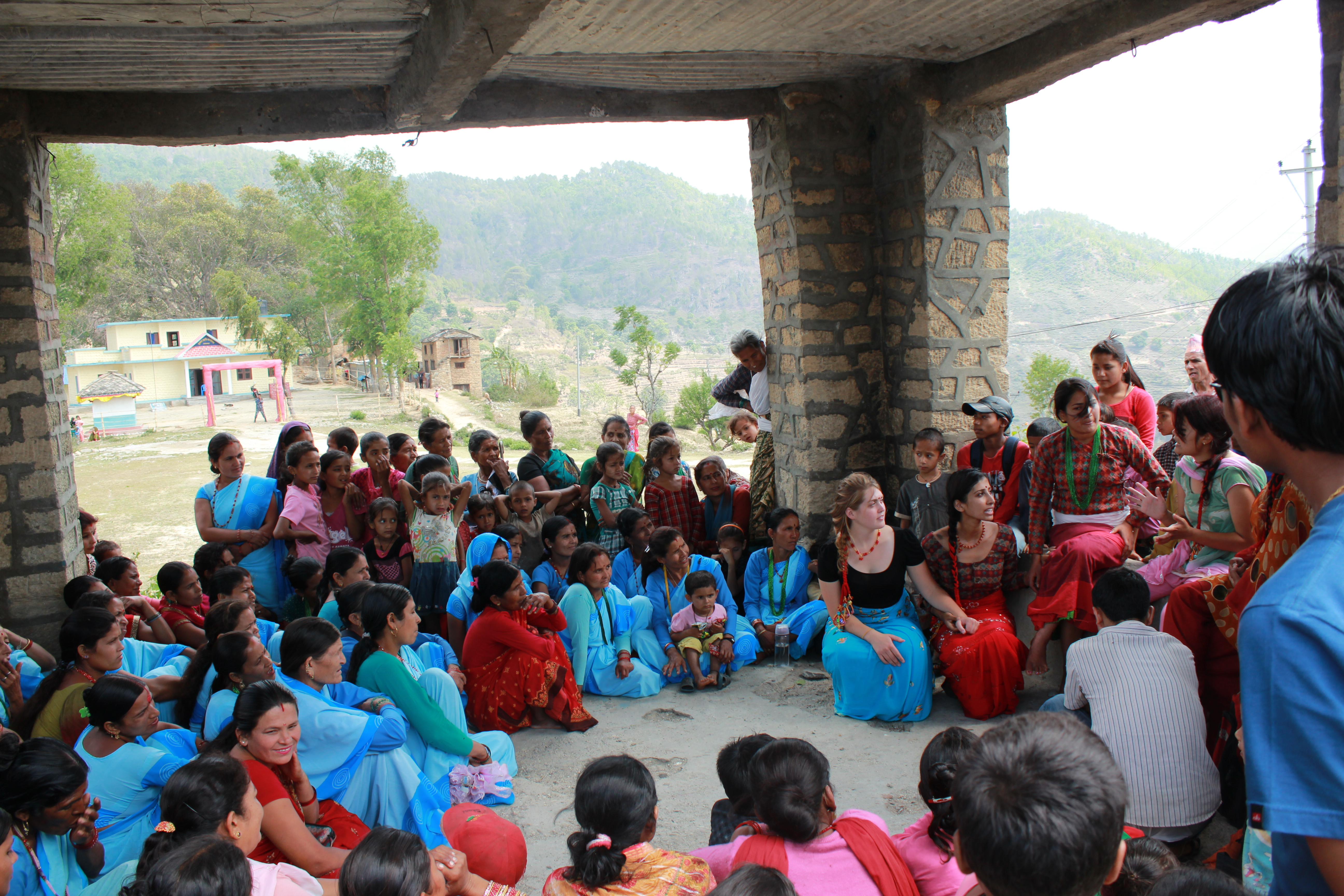
Chhaupadi

Las manifestaciones culturales del estigma menstrual han variado significativamente entre sociedades. En algunas culturas, se desarrollaron creencias sobre efectos perjudiciales del contacto entre la sangre menstrual y elementos cotidianos, como utensilios de cocina o fuego. Estas concepciones derivaron en prácticas de aislamiento, como el "chhaupadi" en Nepal, donde las mujeres son relegadas a refugios separados durante su menstruación.
Sin embargo, no todas las sociedades han mantenido percepciones negativas sobre la menstruación. Los estudios antropológicos del pueblo Rungus en Malasia, realizados por W.R. Appell, documentaron la ausencia de tabúes menstruales y restricciones asociadas, correlacionando esta perspectiva con estructuras sociales igualitarias entre géneros. De manera similar, la comunidad Navajo en el suroeste de Estados Unidos desarrolló concepciones positivas, manifestadas en el rito de paso "Kinaalda", que celebra la primera menstruación como una transición significativa hacia la adultez.

## Factores culturales y religiosos
Desde la antigüedad, la menstruación ha sido fuente de creencias, mitos y tabúes que han variado con base en diferentes culturas y el pasar del tiempo. Se cree que los inicios de estas creencias remontan desde la época de la prehistoria al asociar la contaminación con sangre menstrual y la atracción de animales hambrientos contra los cazadores.
Estas percepciones han generado un impacto dentro de la vida de las mujeres al generarse estigmas y privaciones que limitan su bienestar integral al presentarse desigualdad de género, restringiendo su relación con la vida pública y obstaculizando sus oportunidades, creando una mayor vulnerabilidad para la mujer.

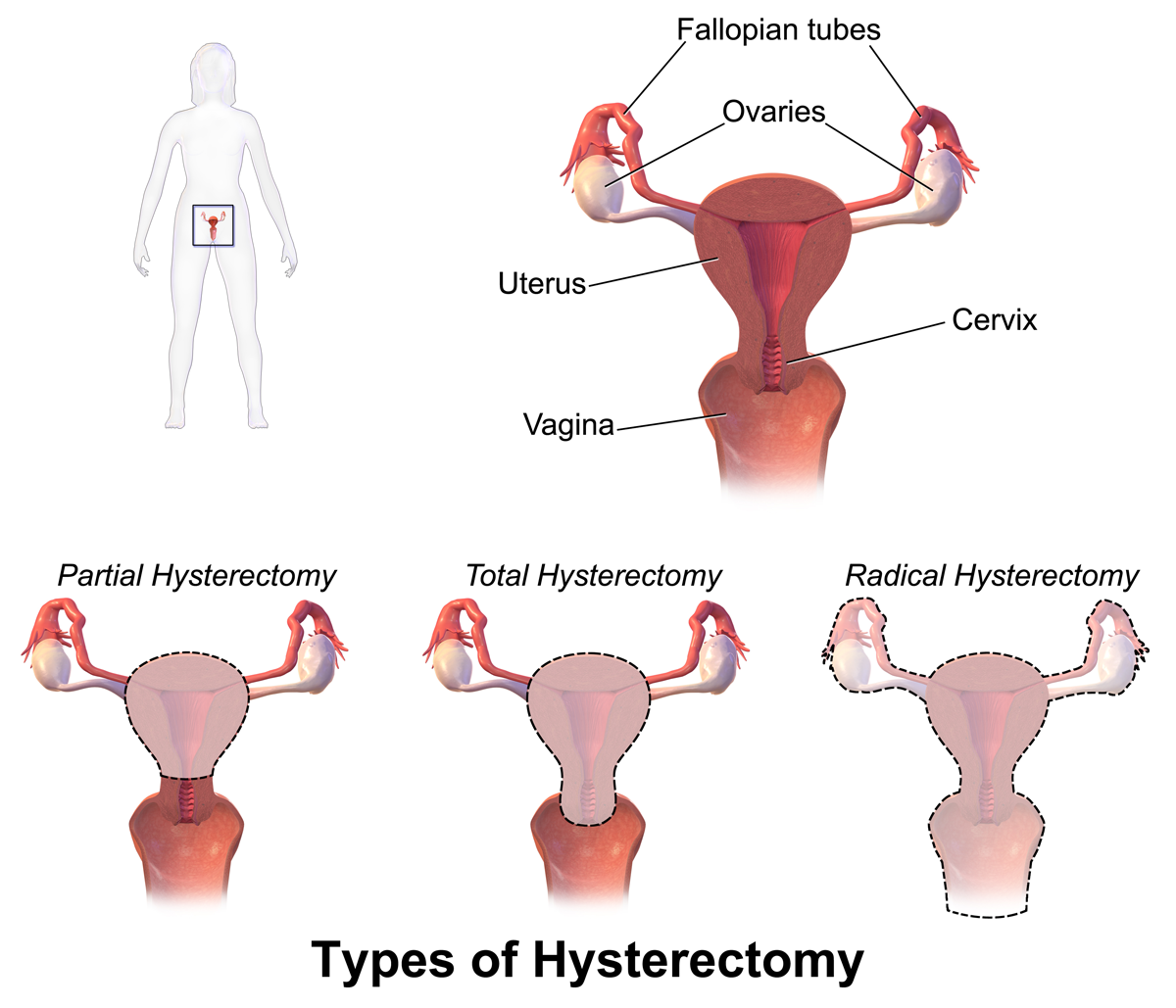
Histerectomía

Esta situación se hace presente en diferentes regiones de América Latina y el Caribe donde la menstruación es la causa de discriminación y exclusión de niñas y mujeres al ser considerado vergonzoso, obstaculizando el acceso a la salud, mantenimiento de la higiene y la dignidad. Una situación similar ocurre en India, donde la población considera a las mujeres menstruantes como impuras, sucias o malditas, por lo que a las jóvenes se les prohíbe asistir a la escuela, negando su derecho a la educación formal. Otra  situación se presenta con Manju Baluni, ciudadana de una zona rural al norte de India, quien declara cómo de niña sufrió exclusión por parte de sus familiares durante su ciclo menstrual al evitar tocarla, no permitir que se acercara a ellos o a sitios de convivencia familiar dentro de su propia casa y la misma situación se repetía en lugares públicos al no permitirle asistir a la iglesia o sentarse a lado de las personas. Este tipo de trato crea inseguridad en la vida de las mujeres de distintos estratos sociales, lo que lleva a la toma de acciones extremas por parte de las mujeres. En 2019, en India se hizo público que algunas mujeres pertenecientes a la clase trabajadora optaron por someterse a una histerectomía para mantener su trabajo y evitar la exclusión social a la que desde niñas se enfrentan.
De igual manera, en otras culturas se mantienen creencias que muestran a la menstruación como un mal al que se necesita purificar y la manera que se utiliza para la “purificación” es hacer un baño ritual a las mujeres durante su menstruación o seguir un plan de baño 3 veces al día repetidamente. Por otro lado, en algunas tribus de Australia siguen creyendo que la mujer durante su menstruación atrae la mala suerte, por lo que prefieren evitar que las mujeres se acerquen al mar o diferentes cuerpos de agua durante su periodo para evitar tener una mala racha durante la pesca. Otras tribus optan por la seclusión al excluir a las mujeres durante su menstruación en chozas construidas únicamente para este motivo.
A diferencia de muchos lugares, existen también culturas donde se idealiza la menstruación. Este es el caso de Grecia al asociar la menstruación con la Mitología Griega, específicamente a la diosa Artemisa de la fertilidad,también se asocia a la luna por el tiempo y semejanza entre el ciclo lunar y el ciclo menstrual, además de su influencia en las mareas al pensar que también tenía efecto en los líquidos y humores del cuerpo humano.  Algo parecido ocurre dentro de las culturas indígenas de diferentes partes del mundo, donde se cree que el periodo fue causado por la mordedura de un animal como un oso, lobo o serpiente en la zona íntima de la mujer. El pueblo Beng es un ejemplo, ya que se celebran ceremonias en relación con el ciclo menstrual, al considerar sagrada la sangre menstrual y con ello a las mujeres menstruantes por su relación con la fertilidad.

## Impacto en la salud mental y física

Fases médicas de la menstruación

En los últimos años, la ciencia ha comenzado a explorar la sangre menstrual no solo en cuanto a sus diferencias con la sangre sistémica, sino también por sus similitudes y potencial para el diagnóstico clínico. Una nueva línea de investigación emergente abre la posibilidad de utilizar la sangre menstrual para monitorear diversas condiciones de salud, lo cual requiere un cambio de percepción social de la menstruación y sus productos biológicos. Sin embargo, este cambio también enfrenta obstáculos culturales significativos debido a los estigmas asociados a la menstruación.
El estigma sobre la menstruación tiene profundas consecuencias para la salud de mujeres y personas menstruantes, especialmente en comunidades con recursos limitados para la gestión de la higiene menstrual. La falta de acceso a productos adecuados y servicios de salud menstrual afecta la calidad de vida de quienes menstrúan y limita su capacidad para buscar tratamiento para dolores o trastornos relacionados con el ciclo menstrual. Esta percepción negativa sobre la menstruación puede privar a mujeres y niñas de su derecho a un nivel óptimo de salud y bienestar, reforzando desigualdades de género y limitando el acceso a cuidados esenciales.
Las mujeres que no experimentan una menstruación mensual, ya sea por ciclos irregulares o el uso de anticonceptivos, a menudo enfrentan percepciones negativas que cuestionan su feminidad o las categorizan como “mujeres que verdaderamente no lo son”. Este estigma también afecta a las mujeres transgénero y a hombres transgénero que menstrúan, quienes experimentan discriminación y tienen un acceso limitado tanto a productos para la menstruación como a instalaciones de lavado seguras y privadas. Estas creencias no solo influyen en la resistencia de algunas mujeres a utilizar anticonceptivos que puedan afectar sus ciclos menstruales, sino que también afectan a las personas trans y de género no conforme al reforzar estereotipos que asocian la menstruación exclusivamente con la feminidad.

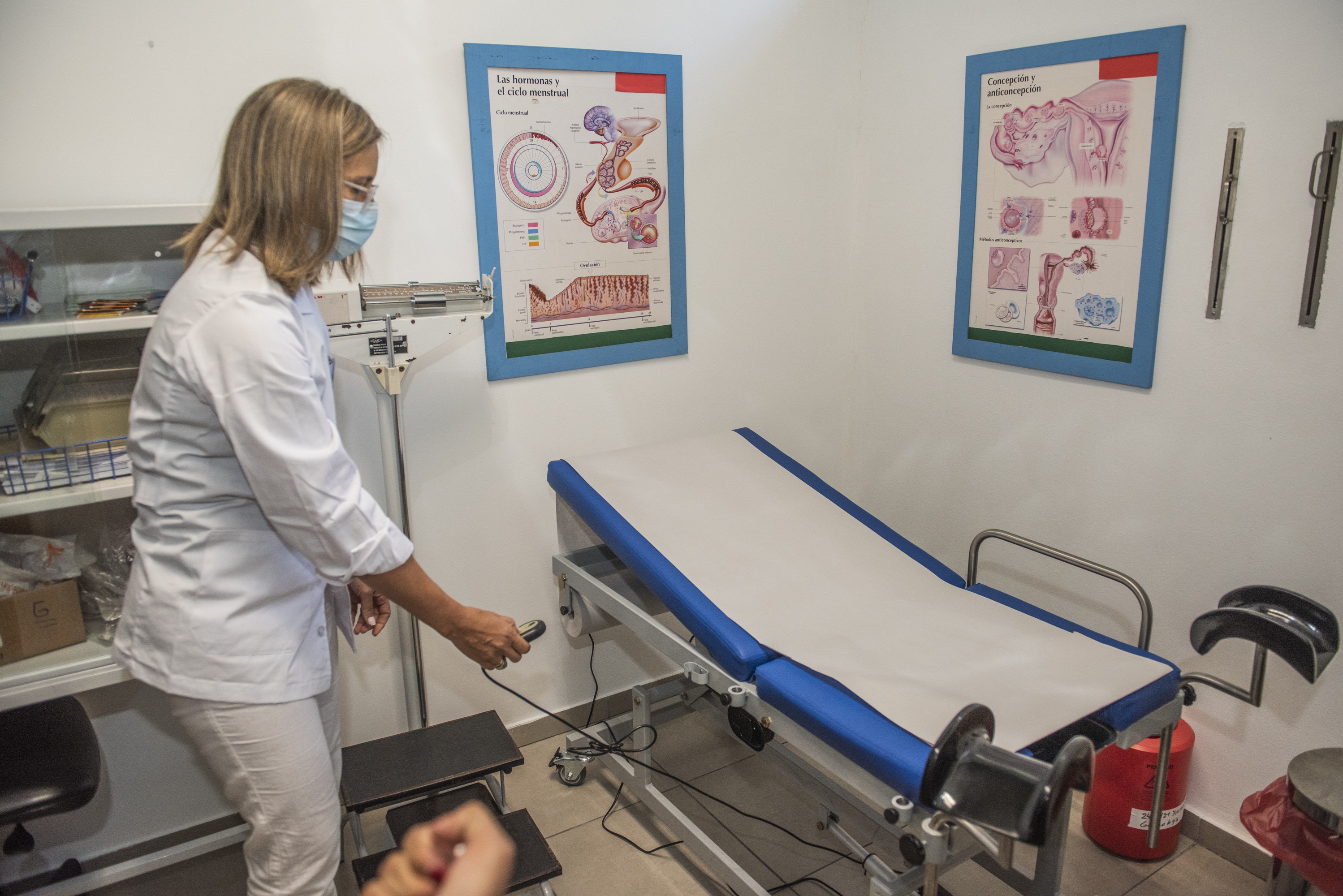
Acceso a salud menstrual y ginecológica

Las condiciones de higiene y saneamiento, por otra parte, agravan la situación en entornos de alta humedad o en contextos de crisis humanitarias, donde los productos menstruales adecuados pueden no estar disponibles o no ser seguros para su uso. En estas situaciones, el uso de toallas menstruales reutilizables, si no se secan correctamente, puede llevar a infecciones, mientras que las copas menstruales requieren esterilización y los tampones deben ser cambiados frecuentemente, lo que no siempre es viable en contextos con acceso limitado a estos productos. La falta de higiene adecuada incrementa el riesgo de infecciones urogenitales, como vaginosis e infecciones urinarias, a pesar de que muchas de estas infecciones provienen de bacterias internas en lugar de externas.

## Representación en medios de comunicación
La menstruación ha sido históricamente representada en los medios de comunicación de manera que refuerza el estigma y los tabúes en torno a ella. En películas, series de televisión y anuncios, el tema suele abordarse desde una perspectiva humorística o incluso evitado, lo cual contribuye a la percepción de la menstruación como algo vergonzoso o inusual. Estas representaciones consolidan la imagen de la menstruación como un tema incómodo, reforzando ideas de suciedad o impureza que perpetúan creencias culturales negativas sobre el ciclo menstrual.
Sin embargo, en los últimos años, movimientos feministas y ecofeministas, junto con ONG y figuras influyentes en redes sociales, han trabajado para normalizar y dignificar la menstruación, promoviendo campañas de concienciación que desafían estos estigmas. Estos grupos han utilizado plataformas digitales para difundir información precisa sobre la menstruación y fomentar un cambio de perspectiva cultural, transformándola de un tema tabú a uno de orgullo y empoderamiento.
Las redes sociales, en particular, han desempeñado un papel esencial en esta transformación cultural. Grupos en plataformas como Facebook ofrecen espacios para discutir temas relacionados con la menstruación desde una perspectiva positiva y consciente. A través de estos foros, se ha promovido el uso de productos menstruales sostenibles y se han compartido conocimientos empíricos sobre el manejo del ciclo menstrual. Estos espacios también funcionan como redes de apoyo para personas menstruantes que buscan gestionar su menstruación de una manera más informada y no vergonzosa, lo cual es esencial para cambiar la percepción social y cultural hacia este proceso natural.
En Facebook, el grupo “Menstruación consciente” se presenta como un espacio donde las participantes intercambian ejercicios, remedios naturales, libros y experiencias heredadas de generación en generación por madres y abuelas. Este grupo fomenta una gestión consciente de la menstruación, promoviendo prácticas que valoran la conexión con el propio cuerpo. De manera similar, el grupo “Menstruación alternativa” tiene como objetivo ayudar a las mujeres a establecer una relación positiva y amorosa con sus ciclos menstruales, alentándolas a reconocer y celebrar su poder femenino.

## Efectos en el ámbito educativo y laboral

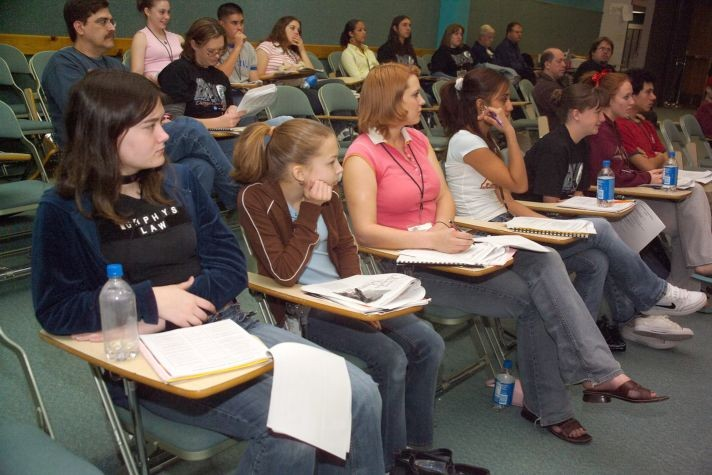
Estudiantes

Las consecuencias del estigma se evidencian en las estadísticas de asistencia escolar. En países de África, las estudiantes pierden un promedio de cuatro días de clase por mes durante su ciclo menstrual, mientras que en el sur de Asia el ausentismo oscila entre tres y cuatro días. Esta situación incrementa la probabilidad de deserción escolar y genera brechas en el aprendizaje.
La dinámica social en las instituciones educativas refleja las manifestaciones del estigma. El 99% de las estudiantes peruanas reporta experimentar situaciones de incomodidad en el entorno escolar y el 57% ha recibido comentarios por parte de sus compañeros. Esta situación resulta en el aislamiento de las estudiantes durante su periodo y en la reducción de su participación en actividades escolares, pues el 99% de ellas experimenta su periodo con un sentimiento de vergüenza.
En el contexto laboral, la falta de infraestructura sanitaria y el acceso a productos de higiene menstrual afecta el desempeño de las trabajadoras. Las empresas e instituciones que no proveen estas condiciones contribuyen al ausentismo laboral y a la perpetuación del estigma en los espacios de trabajo. Esta situación ha generado debates sobre la implementación de políticas de licencia menstrual en diversos países, las cuales buscan garantizar el derecho a la salud menstrual en el ámbito laboral.
Las organizaciones internacionales cómo la ONU y UNICEF señalan la necesidad de establecer medidas para garantizar el acceso a agua, saneamiento y productos de higiene menstrual en espacios educativos y laborales. Estas condiciones se consideran elementos fundamentales para asegurar el derecho a la educación y al trabajo de mujeres y niñas.

## Movimientos sociales y activismo

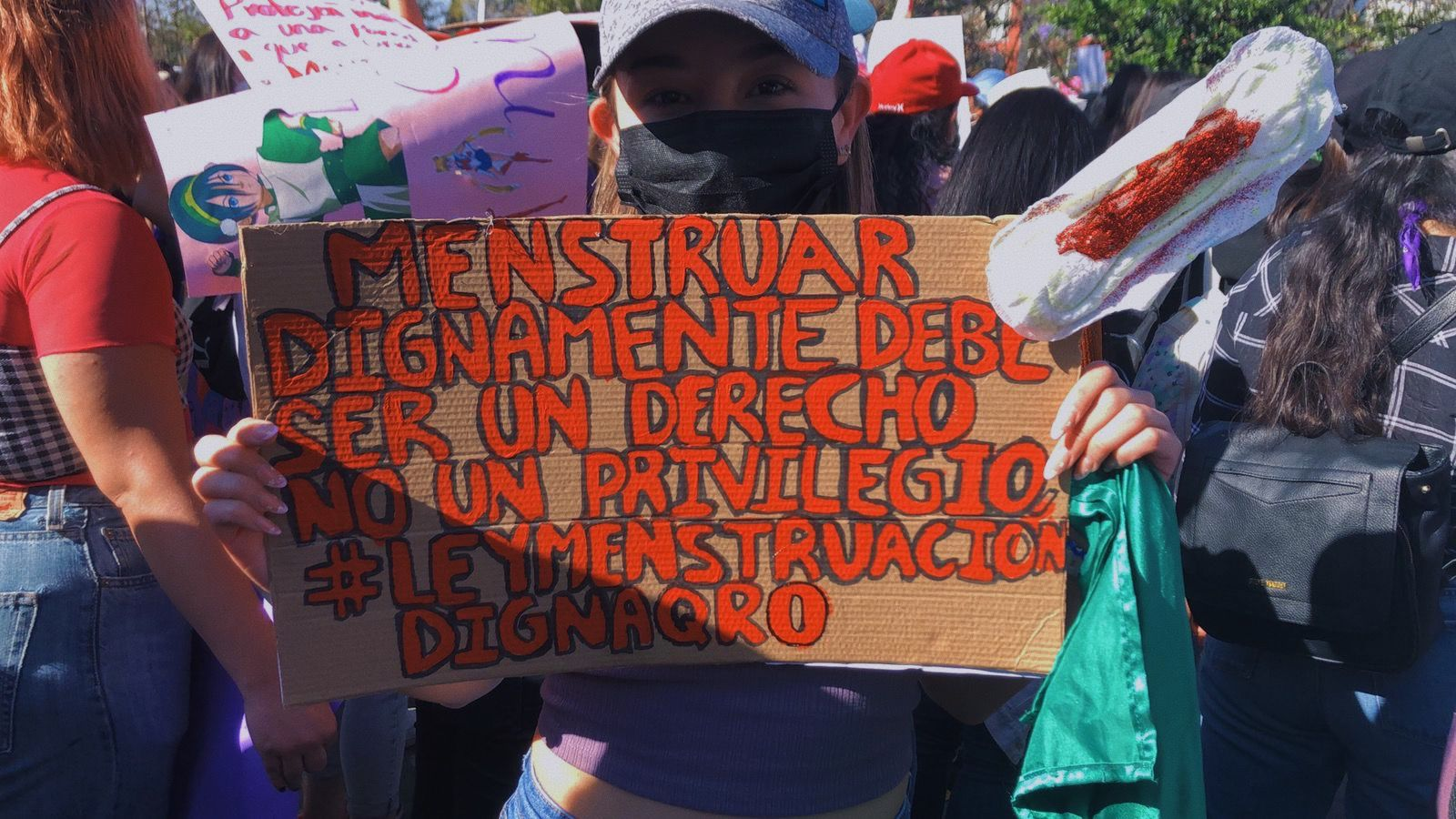
Protesta por menstruación digna

Las figuras y organizaciones destacadas en la actualidad desempeñan un papel importante en poder disminuir el tabú menstrual. Estas iniciativas, impulsadas por activistas, buscan erradicar el estigma que rodea a la menstruación y garantizar el acceso a productos menstruales para personas en situación de vulnerabilidad. A través de campañas de sensibilización, educación y colaboración con instituciones, estos movimientos trabajan para transformar la percepción pública de la menstruación y brindar apoyo a quienes enfrentan barreras socioeconómicas.

### Activistas

#### Zhanar Sekerbayeva
Activista lesbiana y queer proveniente de Kazajistán y fundadora de Feminita, una organización que promueve el feminismo y los derechos de mujeres LGBTQ+. Ella aborda los tabúes sobre la menstruación y participa en protestas pacíficas para desafiar estigmas en su país, enfrentándose incluso a la represión policial.

#### Hazel Mead
Activista británica y artista, usa la ilustración para normalizar la menstruación y lucha contra el impuesto que existe en los tampones. Ha hecho colaboración con organizaciones como Bloody Good Period para apoyar a mujeres sin hogar y solicitantes de hospicio, promoviendo productos menstruales gratuitos en lugares públicos.

#### Samikshya Koirala
Activista nepalí de Amnistía Internacional que desafía la práctica del chhaupadi, que aísla a las mujeres durante la menstruación. Trabaja en campañas de concientización para eliminar las supersticiones menstruales en Nepal y fomenta la educación menstrual en comunidades rurales.

#### Poulomi Basu
Artista y activista India que denuncia las prácticas patriarcales en torno a la menstruación. Ha trabajado con organizaciones como Water Aid y Action Aid en campañas que tienen de propósito empoderar a las mujeres y combaten la exclusión menstrual, especialmente en regiones de Nepal e India.

#### Haafizah Bhamjee
Activista sudafricana y cofundadora de la campaña #WorthBleedingFor, que aborda la pobreza menstrual en universidades. Su trabajo se centra en lograr la disponibilidad de productos menstruales gratuitos en instituciones educativas y alentar a las jóvenes a hablar abiertamente sobre la menstruación.

### Organizaciones

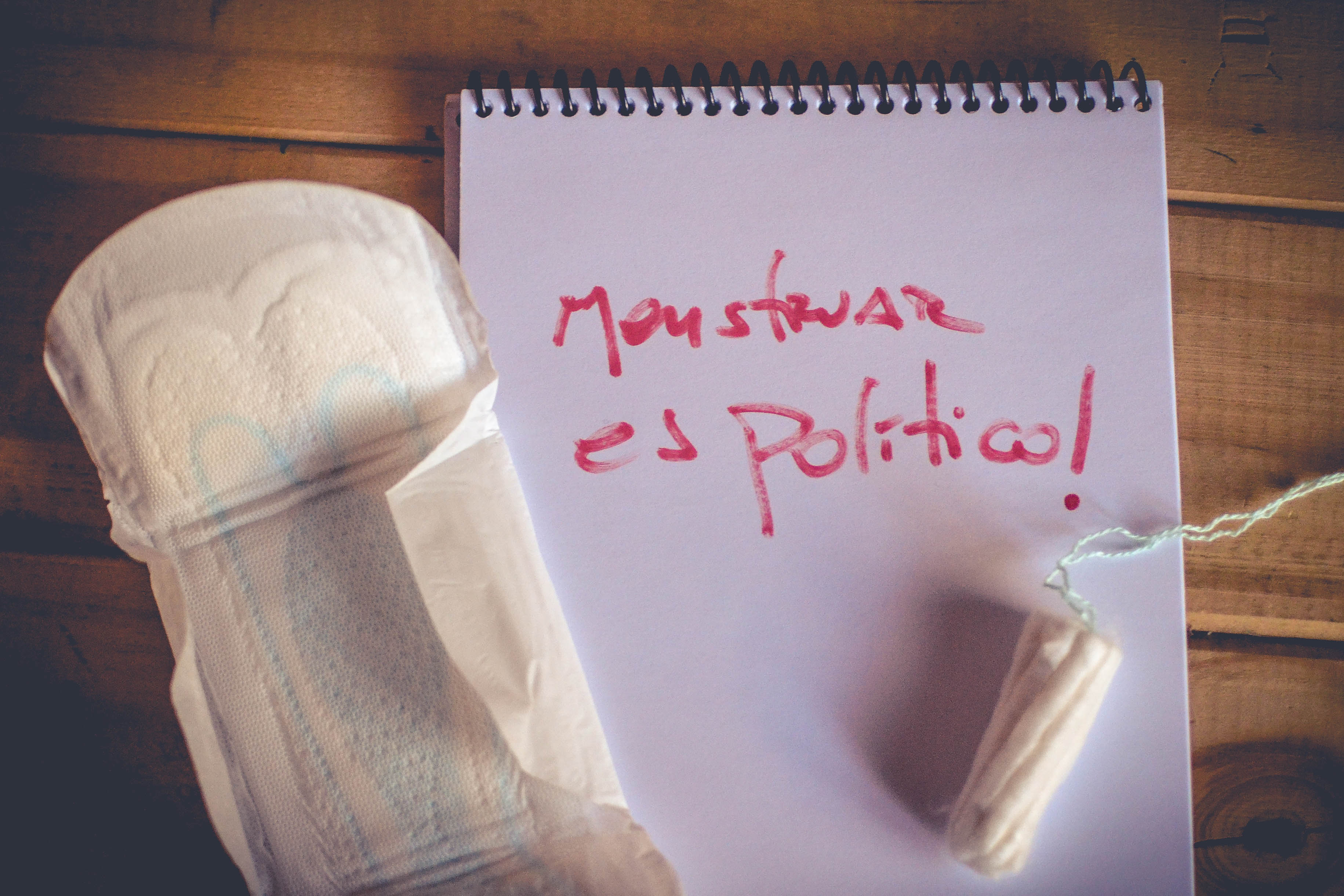
Activismo sobre la menstruación

Existe una amplitud de organizaciones que se dedican a poder mejorar la educación menstrual, algunas de ellas son las siguientes.
Menstruación Digna
Organización sin fines de lucro conformada por más de 30 asociaciones. Se enfoca en la lucha por los derechos de la mujeres y la eliminación del tabú sobre la menstruación que permea la sociedad mexicana mediante la educación e información del tema. Buscan un cambio cultural que solo se puede obtener mediante la educación de la sociedad. 

#### Venture Stree
Cofundado por mujeres estudiantes Juhi Patel y Ria Soni. Fundaron su organización con el propósito de incrementar la conciencia sobre hábitos de higiene, combatir el estigma sobre la salud de las mujeres y poder empoderar a las mujeres indias. La organización a partir del 2019 ha donado más de 7 500 toallas sanitarias, atendiendo a más de 2 000 cuerpos menstruantes y ha impactado en más de 16 comunidades. Por otra parte, organiza campañas de donación en el festival Diwali y colabora con diversas universidades, entre esta Rutgers, para poder abordar con los alumnos los estigmas de la salud de las mujeres.

#### Alliance for Interval Provides
Es creada por diferentes organizaciones independientes en Allied Applications. Por lo cual esta organización con sede en Estados Unidos busca facilitar el acceso a productos para la menstruación, siendo Kotex un patrocinador principal. Su alianza trabaja con alrededor 120 bancos y proporciona productos para más de 420 000 ciclos cada año.

#### Fundación Siyasizana
Fue fundada en el año 2017 en Sudáfrica por Dineo Nono y Mihlali Ndamase. La organización trata áreas de educación, salud, higiene y privacidad. Recibe ayuda de empresas privadas y del público, realizando una campaña Pad Drive, donde se realizan entregas de toallas sanitarias a escuelas y refugios para mujeres vulnerables.

#### Venture Dignity
Es una organización sudafricana en donde se encarga de garantizar la permanencia en la escuela a las alumnas mientras mantienen su período. Tienen como objetivo disminuir el estigma y poder empoderar a estudiantes que permanezcan en la escuela. Distribuyen pantalones y toallas sanitarias a personas menstruantes entre 10 a 19 años, además de recibir educación menstrual de forma presencial. Por otra parte, organiza talleres en escuelas de nivel básico sobre salud reproductiva y menstruación.

#### Myna Launchpad
Esta organización India utiliza un modelo en el que emplea a mujeres locales para fabricar toallas sanitarias, vendiéndose a precios accesibles en barrios marginales de Mumbai. Llega mensualmente a más de 10 000 mujeres y ha fabricado 12 millones de toallas sanitarias, alcanzando a 5.5 millones de mujeres y ayudando a más de 84 000 durante la pandemia de COVID-19. Su aplicación ofrece seguimiento de períodos, consultas de salud y vídeos educativos.

#### In Our Personal Voice
Fundada en 2014, esta asociación empodera a mujeres negras a nivel estatal y nacional, construyendo un movimiento coordinado para el cambio de políticas. Inició con cinco organizaciones y hoy incluye socios como Black Girls For Wellness y SPARK Reproductive Justice NOW. Se abarcan temas como educación sexual y acceso a productos menstruales.

## Datos estadísticos y encuestas

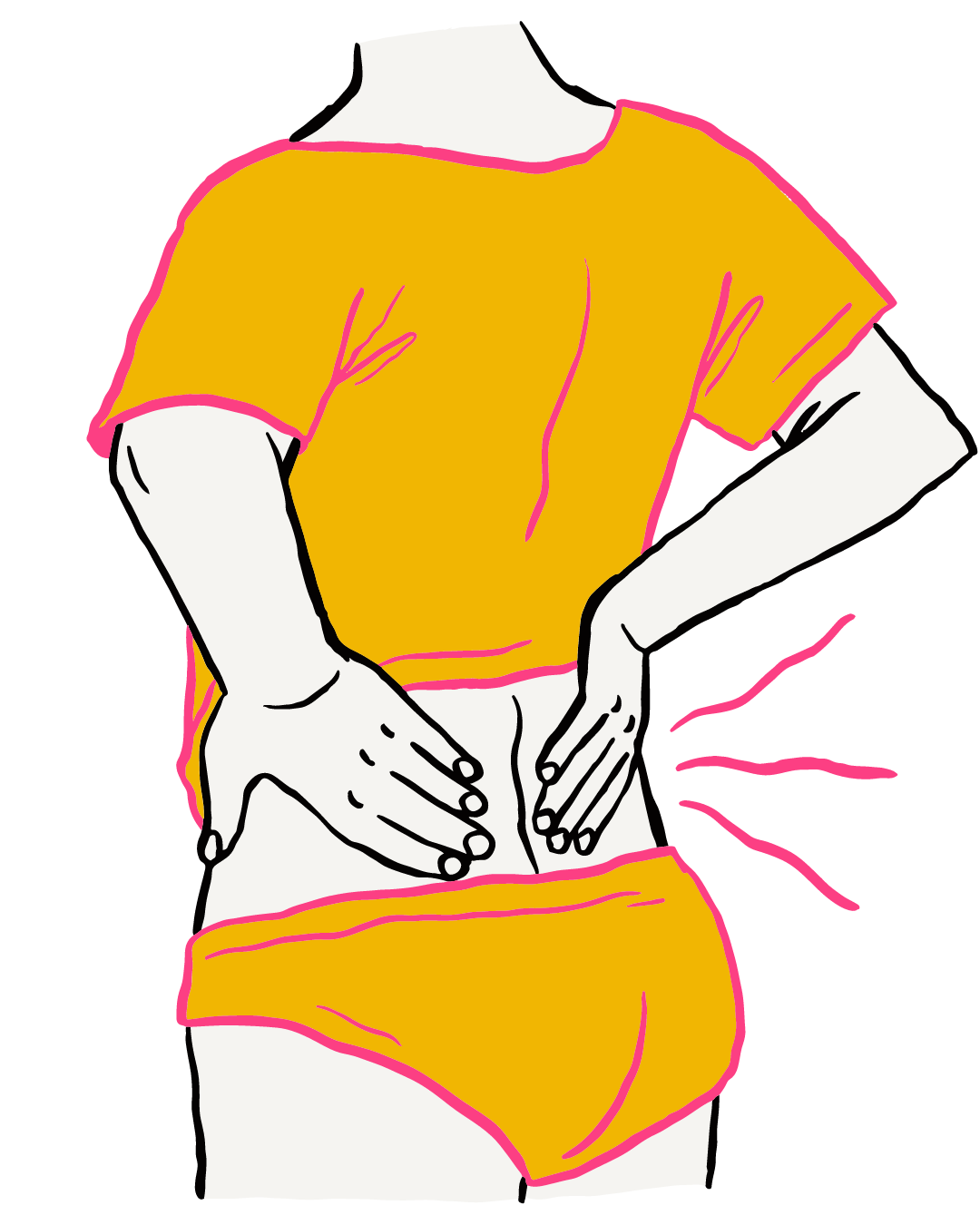
Dolores o cólicos causados por la menstruación

De acuerdo a un estudio realizado en Reino Unido en el año 2010, únicamente el 38% de las mujeres participantes que experimentaban un sangrado excesivo durante su periodo lo reportaron a su médico. Por otra parte, la editorial publicada por The Lancet  en 2018, reporta como en este mismo país el 80% de las adolescentes que experimentan síntomas alarmantes durante su periodo no lo reportan a sus médicos; casi un tercio de ellas comentó que consideraban demasiado vergonzoso el hablar sobre su periodo.
De igual manera, de acuerdo con las estadísticas, de las más de mil ochocientos millones de personas que menstrúan a 500 millones se les niega el acceso a instalaciones seguras y los productos sanitarios requeridos. Mientras que sólo el 16% de las niñas y adolescentes cuentan con conocimiento sobre lo que es la menstruación.
En México, solo el 5% de los niños y adolescentes saben que es la menstruación; mientras que solo el 5% de los padres hablan con sus hijas sobre el tema. De igual manera, únicamente el 16% de las niñas y adolescentes cuentan con el conocimiento necesario al respecto del tema. De acuerdo a un estudio realizado por el Gobierno de México, el 50.5% de las personas menstruantes que participaron en la encuesta, se han sentido discriminados por sus compañeros de escuela o pares laborales por temas relacionados con la menstruación.